# Aeroporto di Jersey
L'Aeroporto di Jersey (IATA: JER, ICAO: EGJJ), è un aeroporto britannico situato nella parrocchia di Saint Peter del baliato di Jersey, ad ovest-nord-ovest del centro della città di Saint Helier, capitale dell'isola di Jersey.
La struttura, posta all'altitudine di 84 m/277 ft sopra il livello del mare, è composta da un terminal, una torre di controllo ed una pista con fondo in asfalto con orientamento 09/27 e dimensioni RWY 1 706 m di lunghezza per 46 m di larghezza (5 597 x 151 ft), dotata di sistemi di assistenza all'atterraggio tra cui un impianto di illuminazione ad alta intensità (HIRL) ed indicatore di angolo di approccio PAPI.
L'aeroporto, gestito dalla Exeter and Devon Airport Limited, effettua attività sia secondo le regole del volo a vista (VFR) che del volo strumentale (IFR) ed è aperto al traffico commerciale.
Nel 2011, l'Aeroporto di Jersey ha movimentato circa un milione e mezzo di passeggeri con un leggero incremento rispetto ai dati del 2010.